# 심청전 (1937년 영화)
"심청전"은 한국에서 제작된 안석영 감독의 1937년 영화이다. 석금성 등이 주연으로 출연하였다.

## 출연

### 주연
- 석금성
- 김소영
- 김신재
- 조석원

## 기타
- 녹음: 이필우
- 미술: 원우전